# Sadaura
Sadaura è una città dell'India di 13.181 abitanti, situata nel distretto di Yamuna Nagar, nello stato federato dell'Haryana. In base al numero di abitanti la città rientra nella classe IV (da 10.000 a 19.999 persone).

## Geografia fisica
La città è situata a 30° 22' 60 N e 77° 13' 0 E e ha un'altitudine di 285 m s.l.m..

## Società

### Evoluzione demografica
Al censimento del 2001 la popolazione di Sadaura assommava a 13.181 persone, delle quali 6.941 maschi e 6.240 femmine. I bambini di età inferiore o uguale ai sei anni assommavano a 1.446, dei quali 811 maschi e 635 femmine. Infine, coloro che erano in grado di saper almeno leggere e scrivere erano 9.410, dei quali 5.271 maschi e 4.139 femmine.